# Rowobranten
Rowobranten is een bestuurslaag in het regentschap Kendal van de provincie Midden-Java, Indonesië. Rowobranten telt 1941 inwoners (volkstelling 2010).